# 永山耕三
永山 耕三（ながやま こうぞう、1956年7月22日- ）は、日本のテレビドラマディレクター、映画監督。フジテレビジョン役員待遇制作局第1制作センター専任局次長。
東京都出身。父は元松竹会長の永山武臣。曾祖父は男爵永山武四郎。娘はサイバーエージェントのプロデューサーの永山瑛子。

## 経過・人物
学習院高等科を経て、1981年成城大学文芸学部ヨーロッパ文化学科卒業後、フジテレビ入社。テレビディレクターとして多数のテレビドラマを手がけ『東京ラブストーリー』『ひとつ屋根の下』『ロングバケーション』など、フジテレビ月9ドラマを中心に多数のヒット作を演出した。
ドラマ制作センタープロデューサー、ゼネラルプロデューサーを経て、2013年6月27日から1年間編成制作局次長兼ドラマ制作部プロデューサー・ディレクター。2012年6月28日から1年間と、2014年6月27日より編成制作局ドラマ制作センター専任局次長。2016年6月28日に役員待遇に昇進。

## 作品

### テレビドラマ
- ないしょのハーフムーン（1987年）
- ワイルドで行こう！（1988年）
- 愛しあってるかい!（1989年）
- 世にも奇妙な物語シリーズ（1990年）
  - 第1シリーズ「禁じられた遊び」「時のないホテル」
- 東京ラブストーリー（1991年）
- 愛という名のもとに（1992年）
- ひとつ屋根の下（1993年）
- 妹よ（1994年）
- いつかまた逢える（1995年）
- 恋人よ (1995年)
- ロングバケーション（1996年）
- 翼をください!（1996年）
- 僕が僕であるために（1997年）
- ひとつ屋根の下2（1997年）
- ラブジェネレーション（1997年）
- じんべえ（1998年）
- Over Time-オーバー・タイム（1999年）
- リップスティック（1999年）
- パーフェクトラブ!（1999年）
- 涙をふいて (2000年）
- ラブ・レボリューション（2001年）
- 僕だけのマドンナ（2003年）
- ラストクリスマス（2004年）
- 1242kHz こちらニッポン放送（2005年）
- スローダンス（2005年）
- 女の一代記 第2夜 越路吹雪（2005年）
- ロス:タイム:ライフ（2008年）
- 眉山（2008年）
- 太陽と海の教室（2008年）
- ブザー・ビート〜崖っぷちのヒーロー〜（2009年）
- ハッピーバースデー（2009年）
- 2夜連続 松本清張スペシャル 球形の荒野（2010年）
- 外交官・黒田康作（2011年）
- それでも、生きてゆく（2011年）
- 鴨、京都へ行く。-老舗旅館の女将日記-（2013年）
- 人は見た目が100パーセント（2017年）
- モンテ・クリスト伯 -華麗なる復讐-（2018年）
- シャーロック（2019年）
- 嘘解きレトリック（2024年）

### 特別番組
- 新春スターかくし芸大会（1993年）紅組・スペシャルドラマ「病は気から2、1/2（かくし芸バージョン）」主演：小泉今日子

### アニメ
- 怪 〜ayakashi〜「天守物語」（2006年）

### 映画
- バックダンサーズ!（2006年）
- 東京フレンズ The Movie（2006年）

### 舞台
- スタンド・バイ・ミー（1991年8月）
- ミュージカル「1999…月が地球にKISSをする」（1995年、作・演出）
- ミュージカル「BEAT POPS "FIGHTING GIRLS（たたかう女のコ!）"」（2004年、企画・原案・プロデュース）
- ミュージカル「HEART of GOLD ～STREET FUTURE OPERA BEAT POPS～」（2004年、プロデュース・作・演出）
- 舞台「ウサニ」（2012年、演出）
- バルコプロデュース｢彼女の言うことには。｣(2012年､演出)

### ビデオ
- フジテレビビジュアルクイーン OF THE YEAR'94 稲森いずみ～fiction
- 東京フレンズ

## 作詞
- 松たか子 「BEGINNINGS」（アルバム『アイノトビラ』に収録。）
- EXILE 「HEART of GOLD」・「May Be Tomorrow」（EXILESのアルバムに収録。）
- hiro 「いつか二人で」
- dream 「PURE」・「Love Generation」

## 受賞歴
- 1997年
  - 第15回ザテレビジョンドラマアカデミー賞 監督賞（木村達昭､二宮浩行と共に）（『ラブジェネレーション』）[2]
- 1999年
  - 第21回ザテレビジョンドラマアカデミー賞 監督賞（澤田鎌作､中江功と共に）（『リップスティック』）[3]
- 2011年
  - 第70回ザテレビジョンドラマアカデミー賞 監督賞（宮本理江子､並木道子と共に）（『それでも、生きてゆく』）[4]